# Yutaka Takahashi
Yutaka Takahashi (高橋 泰 Takahashi Yutaka?), född 29 september 1980 i Tokyo prefektur, är en japansk fotbollsspelare.
Takahashi började sin karriär 1999 i Sanfrecce Hiroshima. Efter Sanfrecce Hiroshima spelade han för Omiya Ardija, JEF United Chiba, Roasso Kumamoto, Avispa Fukuoka, Ehime FC och Kamatamare Sanuki. Med JEF United Chiba vann han japanska ligacupen 2005. Han avslutade karriären 2015.